# Medaglia per la conquista della Cecenia e del Daghestan
La Medaglia per la conquista della Cecenia e del Daghestan (in russo: Медаль «За покорение Чечни и Дагестана») è una medaglia commemorativa attribuita dell'impero russo a quanti avessero preso parte alla guerra caucasica dal 1860.

## Storia
La medaglia venne istituita dallo zar Alessandro II di Russia per ricompensare quanti avessero preso parte a quella che si rivelò poi essere l'ultima fase della guerra caucasica.

## Concessioni
La medaglia fu assegnata a:
- Tutti i gradi dell'esercito, compresi generali, ufficiali, gradi inferiori, combattenti e non, che presero parte alle ostilità in Cecenia e Daghestan tra il 1857 ed il 1859;
- Truppe della milizia locale, vari volontari che avevano partecipato alle battaglie;
- Funzionari, sacerdoti e medici al seguito delle truppe durante le ostilità che avevano svolto il loro compito nel corso delle spedizioni militari.

## La medaglia
La medaglia, in argento, aveva il diametro di 28 mm. La parte frontale raffigurava il monogramma dello zar Alessandro II sormontato dalla corona imperiale. Sul rovescio, la medaglia presentava un bordo a cerchio con l'iscrizione in cirillico: "PER LA CONQUISTA DELLA CECENIA E DEL DAGESTAN". In basso, tra l'inizio e la fine dell'iscrizione, vi era una piccola rosetta. Al centro, su quattro righe, erano indicati gli anni delle ostilità che posero fine alla guerra in Cecenia e Daghestan: "1857, 1858, 1859".
Vennero coniate in tutto 145.115 medaglie dalla zecca di San Pietroburgo. Altre vennero stampate con alcune piccole varianti da officine private, tra cui alcune realizzate in bronzo e poi argentate per contenere le spese.

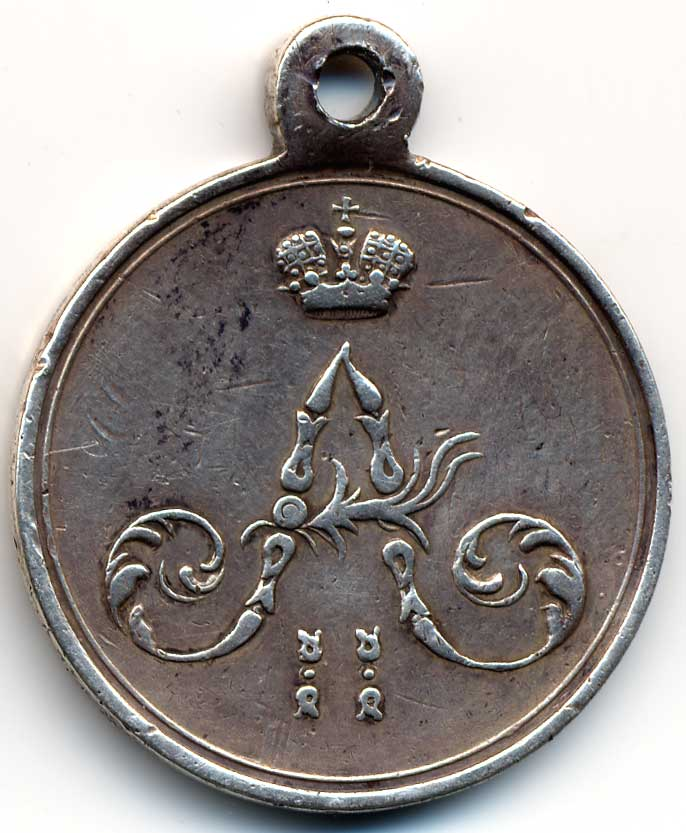
Fronte della medaglia
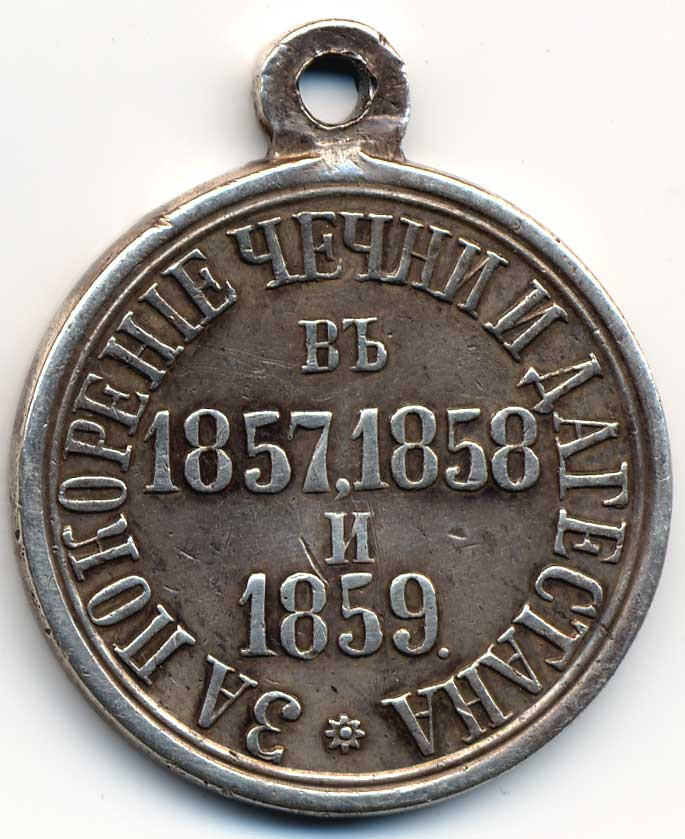
Retro della medaglia